# Escuadrón Mosquito
Escuadrón Mosquito es una película bélica del año 1969, dirigida por Boris Sagal y protagonizada por David McCallum, Suzanne Neve, Charles Gray y David Buck. La película fue producida por la compañía cinematográfica Oakmont Productions con un guion de Joyce Perry y Donald S. Sanford.

## Sinopsis
Es la Segunda Guerra Mundial y la Royal Air Force (RAF) ataca las rampas de lanzamiento de las bombas voladoras alemanas V-1 durante el comienzo del verano de 1944. El avión de caza-bombardero Mosquito de Havilland del líder del escuadrón David "Scotty" Scott (David Buck) es derribado por un Me-109 durante una incursión de bombardeo de baja altura a un objetivo de lanzamientos de las V-1. Scott y su navegante-bombardero son muertos. Su compañero de ala y amigo, el entonces teniente de vuelo (luego líder de escuadrón de la Real Fuerza Aérea Canadiense) Quint Munroe (David McCallum) consuela a la esposa de Scott, Beth (Suzanne Neve) y pronto se desarrolla un romance, reavivando uno que habían tenido años antes.
Después de casi perder su propia vida en una misión de reconocimiento fotográfico sobre el castillo de Charlon en el norte de Francia, Munroe, bajo las órdenes del Comandante del Aire Hufford (Charles Gray), Munroe lidera un ataque con ’’bombas de rebote’’ en contra del castillo. Allí, después de la captura por la Gestapo de un miembro de la resistencia Maquis francesa, que supuestamente habló bajo tortura, los prisioneros aliados, incluido un Scott, al que daban por muerto, y otros pilotos de la RAF, son utilizados como "escudos humanos". Esto se vio en una película lanzada por un piloto de la Luftwaffe que, junto con otro, atacó la base, destruyó el aeródromo y mató a muchos miembros del personal.
El objetivo de la RAF es un túnel en los terrenos del castillo donde se están construyendo nuevas versiones de las V-1 como la V2. En una redada coordinada, los prisioneros son retenidos en la capilla durante la misa del domingo por la mañana para concentrarlos en un lugar, permitiendo así que los combatientes de la resistencia de los maquis los saquen una vez que los Mosquito haya usado una de las bombas de rebote para hacer un agujero en el muro exterior cerca de la capilla, solo no antes de que el padre Belaguere (Michael Anthony), un sacerdote católico y agente maquis, sea asesinado por un enfurecido oficial del ejército alemán, el teniente Schack (Vladek Sheybal), por negarse a ordenar a los hombres de la RAF que regresen a sus celdas. Los prisioneros empujan al sorprendido Schack fuera de la capilla y permanecen escondidos allí mientras los Mosquitos RAF comienza su ataque contra la fábrica. Munroe y Bannister (Michael McGovern), dejan caer sus dos primeras bombas de rebote, pero ambas fallan y después de que su compañero Clark es derribado por un Me 109, solo les quedan dos bombas de rebote para dos objetivos. Bannister es derribado por fuego antiaéreo se estrella justo en la fábrica de cohetes V-1. Monroe luego destruye el muro de la prisión justo cuando los alemanes están a punto de derribar la puerta de la capilla y matar a todos los prisioneros. Esto permite que la mayoría de ellos escapen. El principal oficial de la RAF entre los cautivos, el líder del escuadrón Neale (Bryan Marshall) es asesinado por el fuego de una ametralladora alemana durante el estallido, mientras los prisioneros se abren camino con la ayuda de los combatientes de la resistencia fuera de los terrenos del castillo mientras la incursión continúa con un bombardeo. Una segunda ola de bombarderos Mosquitos lanzan bombas convencionales para destruir todo el edificio.
Munroe y Scott se reencuentran brevemente después de que el avión del primero sea derribado por fuegoe antiaéreo, aunque Scott, que todavía sufre de amnesia y no puede recordar ni siquiera su nombre, rechaza el intento de Munroe de obtener que recuerde quién es, ignorando incluso la mención del nombre de su esposa. Scott se sacrifica pero no antes de destruir con una bazooka un tanque alemán, salvando a Munroe y a sus compañeros de la RAF, pero no antes de que Scott diga el nombre de su esposa.
Al día siguiente, después del rescate de un submarino, Munroe, junto con los sobrevivientes de la incursión, es repatriado y regresa a la base en uno de los aviones de transporte. Allí, después de ser felicitado por el Comandante de Ala Penrose (Dinsdale Landen), así como por el Comandante del Aire Hufford, se reúne, aunque por separado, con Beth y su hermano el teniente de vuelo Douglas Shelton (David Dundas). Aunque Munroe oculta que Scott había sobrevivido al accidente que había presenciado, aunque, gracias a la película alemana, tanto él como Shelton, de hecho, sabían por algún tiempo que no había sido asesinado como se creía en general.

## Reparto
- Líder de escuadrón Quint Munroe: David McCallum
- Beth Scott: Suzanne Neve
- Comandante Hufford: Charles Gray
- Líder de escuadrón David Scott: David Buck
- Teniente Douglas Shelton: David Dundas
- Comandante Penrose: Dinsdale Landen
- Sargento Wiley Bunce: Nicky Henson
- Líder de escuadrón Neale: Bryan Marshall
- Padre Bellague: Michael Antony
- Sra. Scott: Peggy Thorpe-Bates
- Sr. Scott: Peter Copley
- Teniente Schack: Vladek Sheybal
- Teniente Bannister: Michael McGovern
- Mayor Kemble: Robert Urquhart (sin crédito)
- Piloto: Brian Grellis (sin crédito)

## Producción
En la película se usa parte del metraje de otros títulos, como Escuadrón 633, de una temática similar y en la que se emplea el mismo tipo de avión multipropósito de Havilland Mosquito.
El automóvil conducido por David McCallum es un Godsal Corsica V8 de 1935.